# Zeche Friederica Erbstolln
Die Zeche Friederica Erbstolln ist ein ehemaliges Steinkohlenbergwerk in Bochum-Stadtmitte-Süd. Das Bergwerk war auch unter dem Namen Zeche Friederica & Erbstolln bekannt. Es wurde aber auch schon Zeche Friederica, Zeche Friedericka und Zeche Friederich genannt. Das Bergwerk war bis zum Jahr 1822 eine landesherrliche Zeche.

## Geschichte

### Die Anfänge
Bereits im 14. Jahrhundert wurden in dem Grubenfeld Kohle mittels Kohlengräberei abgebaut. Im Jahr 1745 wurde das Bergwerk erstmals namentlich erwähnt, zu dieser Zeit wurde in drei Stollen gearbeitet. Im Jahr 1761 kam es zur Konsolidation mit der Zeche Prinzessin zur Zeche Friederica. In den Jahren 1762 und 1763 lag das Bergwerk in Ausbeute. Im Jahr 1772 wurde östlich der Störung der Friederica Oberstolln aufgefahren. Das Stollenmundloch des Oberstollens befand sich 1,6 Kilometer östlich der Zeche Prinzessin, auf der südlichen Seite der heutigen Brunsteinstraße. Der Stollen ging noch im selben Jahr in Betrieb, später wurde auch mittels Gesenken Stollenbau betrieben. Am 16. Juni des Jahres 1784 wurde das Bergwerk durch den Leiter des märkischen Bergreviers, den Freiherrn vom Stein, befahren. Die Zeche Friederica war eines von 63 Bergwerken, welche vom Stein auf seiner Reise durch das märkische Bergrevier befuhr. Zum Zeitpunkt der Befahrung wurde im Flöz Nr. 5 abgebaut. Das Bergwerk wurde unter Tage weiter in westlicher Richtung ausgebaut. Vom Stein machte in seinem Protokoll Angaben über den Zustand des Bergwerks. Vom Stein bemängelte, dass das Gedinge für eine zu lange Laufzeit abgeschlossen worden war. Da die Hauer sich bei vom Stein über die Unzumutbarkeit des Gedinges beschwert hatten, ordnete er ein Probehauen an. Dieses Probehauen diente dazu, die Zumutbarkeit des Gedinges neutral zu überprüfen. Im Jahr 1797 wurde am Schacht 1 abgebaut. Der Schacht 1 war unter dem Namen Schacht Rosine bekannt. Unterhalb des Oberstollens wurde im Gesenkbau abgebaut. Da das Bergwerk nur wenig Gewinn abwarf, mussten ständig Zubußen gezahlt werden. Am 28. April des Jahres 1798 wurde eine Mutung unter dem Namen Felsenburg eingelegt. Allerdings wurde bei dieser Mutung vom Muter versäumt, den Fundort anzugeben. Dies führte später zu einem Streit, der vor Gericht geklärt werden musste.

### Der weitere Ausbau des Bergwerks
Im Jahr 1800 wurde an den Schächten Rosine, Dorothea (Schacht 3) und Schacht 2 im Gesenkbau abgebaut. Zu dieser Zeit kam es auf dem Bergwerk zu Diebstählen von Kohle. Die Bergleute stahlen die besten Kohlenstücke und verkauften sie privat. Während der Erntezeit fehlten sie auf dem Bergwerk und arbeiteten auf den Feldern. Der zuständige Revierbeamte bemängelte in seinem Bericht den Zustand des Bergwerks. Er bezeichnete den Zustand, in dem sich das Bergwerk befand, als „Luderwirtschaft“. Aufgrund des schlechten Zustands, in dem sich das Bergwerk befand, wollte der preußische Staat das Bergwerk stilllegen. Der Entschluss wurde nur geändert, weil die Bergleute ein Schreiben an das Oberbergamt schickten, in dem sie die zuständige Behörde baten, von der Schließung des Bergwerks abzusehen. Im Jahr 1803 wurde der Gesenkbau durch das Oberbergamt verboten, aber dennoch eine Zeitlang weiter betrieben. Im Jahr 1804 wurde mit den Teufarbeiten für die Schächte David und Kilian begonnen. Im Jahr 1805 waren die Schächte David, Fortuna und Kilian in Förderung. Im Jahr 1806 wurde mit den Teufarbeiten für den Schacht Rosa begonnen.
Im Jahr 1807 wurde mit den Teufarbeiten für den Schacht Levy, auch Schacht Levi genannt, begonnen. Der Schacht wurde zunächst durch das 10,5 Meter mächtige Deckgebirge aus Mergel geteuft. Bei den Teufarbeiten kam es zu starken Wasserzuflüssen. Aus diesem Grund wurde für die restliche Teufe zunächst ein Bohrloch bis zu einem Aufhauen erstellt. Anschließend wurde der Schacht weiter geteuft, bis er mit dem Aufhauen durchschlägig war. Im Jahr 1810 ging der Schacht Levy in Betrieb. Im selben Jahr wurde mit den Teufarbeiten für den Schacht Napoleon begonnen. Während der Besatzung durch die französischen Besatzungstruppen wurde der Unterwerksbau wieder gestattet. Im Jahr 1814 wurde der Schacht Napoleon umbenannt in Schacht Wilhelm. Außerdem wurden in diesem Jahr die Schächte Hoffnung, Louise, Zuversicht, Stollenschacht und Reserve abgeteuft. Der Oberstollen erreichte in diesem Jahr eine Auffahrungslänge in südöstlicher Richtung von 837 Metern. Im Jahr darauf war der Schacht Wilhelm in Betrieb, außerdem wurde der Oberstollen in südlicher Richtung aufgefahren. Im Jahr 1816 wurde der Unterwerksbau durch das Oberbergamt erneut verboten. Da die Vorräte oberhalb der Stollensohle abgebaut waren, wurde das Bergwerk noch im selben Jahr stillgelegt.

### Der weitere Betrieb
Im Jahr 1820 wurde bereits wieder Abbau betrieben und an den Schächten Felix, Hoffnung und Zuversicht abgebaut. Im Jahr darauf wurde ein Plan zum Ansetzen eines tieferen Stollens gefasst. Dieser Stollen hätte dem Bergwerk eine seigere Mehrteufe von 20 Metern gebracht. Nach Auffassung der Bergbehörde war die Lösung des Bergwerks durch einen tieferen Stollen kostengünstiger als die Wasserhaltung mittels Wasserhaltungsmaschine. Im Jahr 1821 wurde das Stollenmundloch an der Diebergsmühle angelegt. Das Stollenmundloch des tieferen Stollens befand sich nordwestlich der heutigen Ehrenfeldstraße. In diesem Bereich befindet sich heute der Südteil des Bochumer Hauptbahnhofs. Im Jahr 1822 wurde das Bergwerk verkauft und dadurch privatisiert. Käufer war der Kammerherr Freiherr Giesbert von Romberg auf Haus Brünninghausen in Dortmund. Zu diesem Zeitpunkt waren die Flöze oberhalb der Oberstollensohle bis auf eins allesamt abgebaut. Im selben Jahr begann man mit der Auffahrung des tieferen Stollens. Der Stollen erhielt den Namen Friederica Erbstollen, er wurde in südöstlicher Richtung aufgefahren. Noch im selben Jahr wurde die Berechtsame vermessen. Nach einer Auffahrungslänge von 1000 Lachtern im Gestein wurde ein Flöz aufgeschlossen.
Im Jahr 1823 wurde die Mutung auf das durch den tieferen Stollen aufgeschlossene Flöz eingelegt. Im Anschluss an die Mutung wurde mit dem Abbau des Flözes begonnen. Vom Stollenschacht Nr. 1 als zweitem Ansatzpunkt wurde der Stollen weiter aufgefahren. Der Schacht hatte eine Teufe von 16 Metern und war 684 Meter vom Stollenmundloch entfernt. Mit diesem Gegenortbetrieb konnte man die Auffahrungsleistung verbessern. Im Laufe des Jahres wurden Mutungen auf weitere Flöze eingelegt. Im Jahr darauf wurde ein zehn Meter tiefes Wetterbohrloch mit einem Durchmesser von 470 Millimetern erbohrt. Im selben Jahr wurde erneut im Oberstollen mittels Unterwerksbau auf dem Weitmarer Sattel abgebaut. In diesem Jahr wurde die Berechtsame erneut vermessen. Im Jahr 1825 wurde der tiefere Stollen weiter aufgefahren, außerdem wurde im Bereich der Schächte Sonne und Felix abgebaut. Im Jahr 1827 wurde das Erbstollenrecht für den tieferen Stollen eingelegt. Am 31. Oktober desselben Jahres wurde das Erbstollenrecht für den tieferen Stollen verliehen. Der Stollen war geplant, um auch die Berechtsamen der Zechen Backwinkler Erbstolln, Dannenbaum Isabella und Vollmond zu lösen. Am 15. Januar des Jahres 1828 wurde das Längenfeld Pauline verliehen.

### Die weiteren Jahre
Im Jahr 1830 wurde der Erbstollen weiter aufgefahren, in diesem Jahr waren die Schächte Sonne, Reserve und Felix in Betrieb. Im Jahr 1832 erreichte der Erbstollen eine Auffahrungslänge von 2586 Metern und erreichte somit die Abbaue des Oberstollens. Im Jahr 1833 wurden die Teufarbeiten für einen Maschinenschacht mit dem Namen Hauptförderschacht begonnen. Der Schacht wurde tonnlägig abgeteuft, er wurde westlich von Langenbochum 350 Meter südlich der heutigen Wittener Straße angesetzt und noch im selben Jahr fertig gestellt. Im Jahr 1834 legte der Bergwerksbesitzer Giesbert von Romberg eine Mutung auf ein durch den Friederica Erbstollen überfahrenes Kohlenflöz ein. Das Kohlenflöz wurde unter dem Namen Nemesis gemutet. Hierbei kam es zu Widersprüchen und Streitigkeiten bezüglich einer bereits im Jahr 1798 eingelegten Mutung. Diese Streitigkeiten endeten in den folgenden Jahren vor Gericht. Im Jahr 1835 waren die Schächte Hauptförderschacht, Sonne und Reserve in Betrieb. Am 23. Oktober desselben Jahres wurde ein Kohleneisensteinflöz, das eine Mächtigkeit von 1,2 Metern hatte, angefahren. Noch im selben Jahr wurde das Flöz unter dem Namen Flöz Justus verliehen, allerdings fand in diesem Jahr noch kein Abbau statt. Im Jahr 1836 erzielte das Bergwerk den siebtbesten Gewinn aller Bergwerke im märkischen Bergrevier. Im Jahr 1837 wurde am Hauptförderschacht eine dampfgetriebene Fördermaschine montiert. Die Maschine hatte eine Leistung von 14 PS. Mit dieser Maschine konnten pro Stunde 270 Scheffel gefördert werden.
Am 15. Januar des darauffolgenden Jahres wurde das Längenfeld Friederica Nr. 14 verliehen. Im Jahr 1840 war der Schacht Hauptförderschacht in Betrieb. Ab dem Jahr 1841 wurden die Grubenbaue durch einen Wetterofen künstlich bewettert. Im Jahr 1841 wurde das Kohleneisensteinflöz Justus erneut, diesmal an zwei Stellen, aufgeschlossen. In diesem Jahr wurden die Grubenfelder der Zeche Dannenbaum und der Zeche Backwinkler Erbstolln gelöst. Außerdem wurde in diesem Jahr mit den Teufarbeiten für den Schacht Sonne begonnen. Der Schacht wurde 100 Meter von Schacht Felix angesetzt. Auf dem Bergwerk wurde im selben Jahr ein 4,1 Kilometer langes Eisenbahnnetz montiert. Von dieser Eisenbahn wurden 670 Meter als Doppelgleis über Tage und 3,4 Kilometer unter Tage installiert. Auf dem Eisenbahnnetz wurden nun die Förderung mit Förderwagen getätigt, die ein Fassungsvermögen von acht Scheffeln hatten. Im Jahr 1845 waren die Schächte Felix und Hauptförderschacht in Betrieb. Am 16. August des Jahres 1846 wurde das Feld Prinzessin verliehen, das Feld hatte eine Fläche von 0,8 km2. Im Jahr 1847 waren die Schächte Clemens und Hauptförderschacht in Betrieb. Im selben Jahr wurde das Feld Friederica Nr. 14 in ein Geviertfeld umgewandelt und am 4. August mit einer Fläche von 0,9 km2 als Beilehn verliehen. Im Jahr 1848 wurde das Feld Pauline in ein Geviertfeld umgewandelt. Am 15. Juli desselben Jahres wurden die Geviertfelder Elise und Pauline verliehen. Am 26. Oktober des Jahres 1849 wurden die Geviertfelder Friederica Nr. 12 und Friederica Nr. 13 verliehen. Im darauffolgenden Jahr war das Bergwerk in Betrieb, gefördert wurde am Schacht Conrad. Schacht Conrad befand sich an der heutigen Steinkuhler Straße in der Nähe der Wasserstraße und war als seigerer Schacht geteuft worden. Der Schacht hatte eine Teufe von etwa 35 Metern.

### Die letzten Jahre bis zur Konsolidation
Im Jahr 1852 hatte der Erbstollen mittlerweile mehrere Flügelörter und Parallelstollen, auf den Stollen waren mehrere Schächte abgeteuft worden. Der Abbau im Stollen reichte im Osten bis zur Wittener Straße und im Süden bis Haus Steinkuhl. In diesem Jahr wurde die weitere Auffahrung des Erbstollens eingestellt. Der Erbstollen befand sich zu diesem Zeitpunkt an der südöstlichen Markscheide zur Zeche Dannenbaum und etwa 350 nordöstlich von Schacht Conrad entfernt. Außerdem wurde in diesem Jahr die Berechtsame der Zeche Prinzessin übernommen. Am 11. März des Jahres 1853 entschied der III. Senat des Königlichen Obertribunals die Klage, die aufgrund der Mutung Nemesis eingereicht worden war, zugunsten des Klägers Giesbert von Romberg. Nach Auffassung des Gerichtes macht die unterlassene Angabe des Fundpunktes die Mutung ungültig. Im selben Jahr wurden erste Abbauversuche auf Kohleneisenstein durchgeführt. Nur wenige Zeit später wurden die Abbauversuche wieder eingestellt. Im Jahr 1854 wurden die Geviertfelder Nemesis und Pretiosa verliehen. Beide Felder hatten eine Größe von einem Quadratkilometer. Die gesamte Berechtsame umfasste nun eine Fläche von 5,7 km2, dazu kamen noch Rechte auf Eisensteinfelder. Im Jahr 1855 wurde eine Kokerei in Betrieb genommen. Außerdem war der Schacht Clemens in Betrieb, Der Schacht hatte eine Teufe von 27 Lachtern. Im Jahr 1859 wurde erneut mit dem Abbau von Kohleneisenstein begonnen.
Im Jahr 1860 wurden auf dem Bergwerk zum ersten Mal Grubenpferde eingesetzt. Da der Maschinenschacht zu klein war, um die Pferde in die Grube zu transportieren, musste man eine andere Möglichkeit schaffen, um die Pferde nach unter Tage zu bekommen. Von über Tage wurde eine Diagonalstrecke bis unter Tage aufgefahren.  Auf dieser Strecke fuhren die Pferde nun täglich ein und aus. Im Jahr 1861 wurden zwei Querschläge zu den Feldern der Zechen Amatus und Wiemelhausen aufgefahren. Das Feld Wiemelhausen war ein Eisensteinfeld, das Feld Amatus war ein Steinkohlenfeld. Der nördliche Querschlag zum Feld Wiemelhausen durchörterte bei einer Auffahrungslänge von 88 Lachtern einen Sattel, bei 104 1/4 Lachtern erreichte der Querschlag den Nordflügel des Flözes No. 32. Der südliche Querschlag zum Feld Amatus wurde bei einer Auffahrungslänge von 67 1/2 Lachtern gestundet. Zu dieser Zeit gehörte das Bergwerk zum Revier Dahlhausen. Im Jahr 1863 wurden die Auffahrungen zu den Feldern Wiemelhausen und Amatus weiter fortgesetzt. Das Flügelort zum Feld der Zeche Wiemelhausen wurde 18 3/4 Lachter in stark gestörtem Gebirge aufgefahren. Der Querschlag zur Zeche Amatus wurde 17 7/8 Lachter in südlicher Richtung weiter aufgefahren. Dabei wurden die Flöze Nr. 8 und Nr. 9 und das Eisensteinflöz, das eine Mächtigkeit von zwölf Zoll hatte, aufgeschlossen.
Im Jahr 1864 wurde mit der Lösung der bereits stillgelegten Zeche Drusenberg begonnen. Die Lösung des Feldes erfolgte über ein Flügelort, das jedoch kurze Zeit später wieder gestundet wurde. Auf dem Bergwerk fand zunehmend immer weniger Abbau statt und die Förderung ging stetig zurück. Aus diesem Grund wurde es für das Bergwerk immer zwingender, dass man zum Tiefbau überging. Im darauffolgenden Jahr plante man im südlichen Feldesteil die Streckenförderung mittels Grubenpferden durchzuführen. Da der Maschinenschacht für die Förderung der Pferde nicht geeignet war, benötigte man für das Ein- und Ausfahren eine ansteigende Strecke. Diese sollte in der Nähe des Maschinenschachtes im Flöz No. 3 aufgefahren werden. Im Jahr 1867 begann man mit dem Übergang zum Tiefbau. Hierfür waren erhebliche Investitionen erforderlich, die von den Besitzern so nicht erbracht werden konnten. Aus diesem Grund wurde die altrechtliche Gewerkschaft umgewandelt in eine Gewerkschaft neuen Rechtes. Die Kuxe blieben jedoch in der Hand der Familie Romberg. Noch im selben Jahr wurde mit den Teufarbeiten für einen Tiefbauschacht begonnen. Der Schacht hatte einen rechteckigen Querschnitt mit den Maßen 6,4 mal 4 Meter. Er wurde westlich der heutigen Universität südlich der Friederikastraße angesetzt. Da das Deckgebirge aufgeschwemmt war, wurde der Schacht im Senkschachtverfahren erstellt. Zunächst wurde eine 26 Fuß weite Senkmauer erstellt und das Deckgebirge bis auf das Karbon durchteuft. Bereits bei einer Teufe von acht Metern wurde das Karbon erreicht. Anschließend wurde der Schacht im Karbon weiter geteuft. Der Schacht wurde bis zu einer Teufe von 11 1/2 Lachtern mit einer Schachtmauerung komplett ausgemauert. Im selben Jahr begann man mit dem Bau der Tagesanlagen. Im Jahr 1868 konsolidierte die Zeche Friederica Erbstolln zur Zeche Friederica.

## Förderung und Belegschaft
Die ersten Förderzahlen stammen aus dem Jahr 1799, in diesem Jahr wurden 2200 Tonnen Steinkohle gefördert. Im Jahr 1806 wurden 6167 Tonnen Steinkohle gefördert. Die ersten bekannten Belegschaftszahlen stammen aus dem Jahr 1826, damals waren 63 Bergleute auf dem Bergwerk beschäftigt die eine Förderung von rund 7800 Tonnen Steinkohle erbrachten. Im Jahr 1830 wurden mit 96 Beschäftigten eine Förderung von 10.697 Tonnen Steinkohle erbracht. Im Jahr 1836 wurden mit 178 Beschäftigten 19.542 Tonnen Steinkohle gefördert. Mit diesem Förderergebnis lag das Bergwerk auf dem dritten Platz aller fördernden Bergwerke im märkischen Bergrevier. Im Jahr 1840 stieg die Förderung an auf 27.204 Tonnen Steinkohle, auch die Belegschaftsstärke stieg an auf 218 Beschäftigte. Die maximale Förderung wurde im Jahr 1841 erzielt, mit 210 Beschäftigten wurden 32.105 Tonnen Steinkohle gefördert. Im Jahr 1848 wurde mit 224 Beschäftigten eine Förderung von annähernd 22.000 Tonnen Steinkohle erbracht. Im Jahr 1850 wurde eine Förderung von 24.216 Tonnen Steinkohle erbracht, die Belegschaftsstärke betrug 254 Beschäftigte. Im Jahr 1855 wurden mit 218 Beschäftigten eine Förderung von 21.612 Tonnen Steinkohle erbracht. Im Jahr 1860 ging die Förderung zurück auf 10.376 Tonnen Steinkohle, die Belegschaftsstärke lag bei 93 Beschäftigten. Im Jahr 1865 wurden von 64 Beschäftigten 10.214 Tonnen Steinkohle und 7239 Kohleneisenstein gefördert. Im Jahr 1867 waren noch 26 Bergleute auf dem Bergwerk beschäftigt, es wurden 3793 Tonnen Steinkohle und 17.214 Tonnen Kohleneisenstein gefördert. Dies sind die letzten bekannten Förder- und Belegschaftszahlen.